# Bayle general de Aragón
El bayle general de Aragón (también trascrito en textos antiguos como baile general o batle general) era el funcionario de la casa del rey encargado de la administración del patrimonio de exclusiva titularidad regia en el territorio aragonés. Como tal, recaudaba peajes, derechos de explotación de minas y tierras regias, multas y sucesiones en nombre del rey. Era asimismo juez en las materias concernientes a tales derechos. 
Sus orígenes se remontan a los fueros de Jaime I, donde se le define como administrador de las rentas reales y guarda de la justicia. En la práctica su capacidad jurisdiccional se limita a la resolución de controversias relativas al patrimonio real y la persecución de la falsificación de moneda. Durante el reinado de Jaime I y al principio del reinado de Pedro III el cargo fue ocupado por judíos, pero el Privilegio General lo prohibió. 
El baile general nombraba los bailes locales de aquellas localidades y zonas en las que el rey no los nombraba directamente. Asimismo existieron Bailes Generales equivalentes en cada estado peninsular de la Corona —denominado Batle General, en el Reino de Valencia y en el Principado de Cataluña. 

## Organización
El cargo era similar a los existentes en los otros territorios de la Corona de Aragón, aunque con ciertas diferencias ya que mientras que en Aragón sólo había un Baile General afincado en Zaragoza, la Bailía General de Cataluña tenía dos procuradores reales autónomos hasta el 1622, uno en Cerdaña y otro en el Rosellón además del Baile General de Barcelona, ocurriendo algo similar en el Reino de Valencia, donde existían dos Bailías Generales, una en la capital del reino con mayor antigüedad, preeminencia y jurisdicción, mientras que la segunda se encontraba en Orihuela, siendo instituida tras la conquista de los territorios al norte de Murcia.
Otra diferencia entre las bailías generales era que mientras que en Valencia y en el Cataluña el Baile General dependía exclusivamente del rey, dentro de la jerarquía institucional de Aragón, se encontraba justo debajo del Gobernador de Aragón y del Justicia.
Dentro de la Bailía existían varios puestos bajo el baile general; un lugarteniente, quien a menudo solía heredar la posición de baile si no se encontraba patrimonializada por una familia, al igual que servía de regente de la posición si el titular se encontraba indispuesto o hasta que uno nuevo fuera nombrado tras la muerte del anterior. 
Además del Baile General y su lugarteniente, dentro de la Bailía contaban con un asesor, que se encargaba de aconsejar sobre temas de derecho y de hacienda a su superiores que a menudo buscaba ascender a puestos más altos dentro de la judicatura regional, como el Consejo de Aragón en el caso del reino de Aragón. A diferencia de Aragón, en las Bailías de Cataluña y Valencia, el asesor tenía que ser alguien graduado en leyes mientras que en Aragón, no era necesario tener la toga. Los otros oficiales dentro de la institución eran un receptor de rentas, un secretario o escribano, que en el caso de Aragón y Valencia debía de ser un notario titulado de las ciudades de Zaragoza y Valencia en sus respectivos casos y dos porteros.

## Historia
El cargo, como los equivalentes de Valencia y Cataluña, data del siglo XIII.
Se trata de una evolución de los antiguos bailes y cargos locales, muy a menudo judíos. Con el tiempo, las cortes forzaron al rey a prohibir el nombramiento de judíos para tal cargo, especialmente a raíz de la rebelión de la Unión de Aragón y del Privilegio General que está logró en 1283. A raíz de ello, el rey comenzó a apoyarse en una estructura más profesional.
A pesar de la victoria del rey Pedro IV sobre la Unión en la batalla de Épila (1348) y la posterior derogación de los privilegios, el rey mantuvo el apoyo a figuras como el Justicia y el Baile General.
El sistema de recaudación fue reformado en tiempos de Felipe II, con la creación del Receptor de la rentas reales de la Bailía General de Aragón, algo que hasta entonces se habían encargado los Bailes Generales. A pesar de ello, el cargo sobrevivió hasta la abolición de las instituciones forales con los Decretos de Nueva Planta.

## Competencias
Las principales tareas de la Bailía General eran la gestión del patrimonio real, recogiendo los beneficios de los territorios de realengo al igual que los tesoros encontrados y el patrimonio que se encontraba sin heredero. Al igual que se encargaban del abastecimiento y cuidado de las fortalezas de realengo, al igual que controlaban el comercio de los productos bélicos y los denominados como regalías siendo estos la sal, el trigo o el pescado, teniendo también en el caso aragonés control total sobre los depósitos de trigo de Zaragoza. También tenían jurisdicción sobre los esclavos, los fugitivos y los cautivos de guerra.
En Aragón podían nombrar a sus subordinados al menos hasta finales del XVI, mientras que en Cataluña y Valencia esta competencia se mantuvo hasta más tarde aunque con un creciente intervencionismo real.
Su jurisdicción se encontraba muy fragmentada, siendo jueces de primera instancia, sin poder interceder ni la corte del Justicia de Aragón ni la Real Audiencia siendo ambos tribunales de apelación, en la ciudad de Zaragoza, de la villa de Alagón y de la población de Gallur, siendo también juez de apelación en los peajes, bien fueran de realengo o de señorío.
Aparte de la jurisdicción patrimonial y de hacienda, en ausencia del rey y del virrey podía nombrar un comisario para reparar caminos, al igual que tenía la facultad de presidir las juntas de Daroca y Calatayud y recibir las cuentas de ambas junto con las de Teruel.

## Patrimonialización
Se trataba de uno de los cargos más altos del reino, pues además de gestionar el patrimonio real era un consejero de confianza del rey y muchas veces actuaba como lugarteniente suyo, por esta razón a menudo tanto el cargo principal de Baile General como los puestos subordinados recaían en miembros de la clientela como recompensa por los servicios realizados más que por las capacidades personales.
Debido al nombramiento del rey, la importancia del cargo y el carácter clientelar de las concesiones, se sucedieron varias familias que mantuvieron distintos de los puestos a lo largo de varias generaciones, estando entre ellos los Hervás, Sesé, Pérez de Nueros, Celdrán de Alcarraz y otros tantos.

## Bailes Generales de Aragón
Durante la existencia del puesto se produjo una patrimonialización del puesto durante al menos un siglo en la familia de los Sesé, quienes a través del matrimonio de los hijos del matrimonio de Manuel de Sesé y su esposa Clara de Agramonte, María de Sesé casó con don Pedro Ximénez de Urrea, segundo hijo del primer Conde de Aranda y Manuel de Sesé, quien sería Baile General después de su padre, casó con Isabel Fernández de Heredia, sobrina del primer Conde de Fuentes y hermana del Justicia de Aragón Lorenzo Fernández de Heredia, naciendo de ellos tres hijos: Blanca que casó con el futuro Baile General Jerónimo Jiménez de Embún, Manuel Sesé que también sería Baile General y casaría con Beatriz de Ferreyra, mientras que el tercer hijo, Miguel, casó con Beatriz Cerdán de Escatrón y se convirtió en señor de Cerdán.
Algo similar ocurrió con los Celdrán de Alcarraz, quienes a través de matrimonios con las Casas de Bolea y de Fuentes intentaron patrimonializar el puesto aunque no lo consiguieron, aunque si que hubo varias sucesiones de otras casas nobles que llegaron a patrimonializar el oficio como fueron los Gurrea.
- Moshé de Portella (hasta 1286)
- Pedro Jordán de Urriés y Lascaró
- Íñigo López de Jasa (1291-1292)
- Pedro de Mora (1298-1299)
- Bernardo de Esplugues (1299-1300)
- Berenguer de Tobía (1300-1301)
- Gil de Jaca (1302-1306)
- Egidio de Jaca (1307)
- Juan Bernadí (1308-1310)
- Esteban de Roda (1310-1314)
- Rodrigo Gil Tarín (1315-1318)
- Pedro de Martorell  (1318-1331)
- Martín Garcés de Marcilla (1333-)
- Pedro Justaz (-1342)
- Ferrer de Lanuza I (1342-1343)
- Juan Jiménez de Perencisa (1354)
- Jaime de Rocafort (1362)
- Domingo López Sarnés (1372-1373)
- Lope Sanchez (1388)
- Ramón de Mur (1402-1418)
- Álvaro Garavito (1420-1423)
- Juan López de Gurrea
- Juan de Sesé
- Martín Díez de Aux (1423-1432)
- Ferrer de Lanuza (1432-1433)
- Martín López de Lanuza (1458)
- Luis Sánchez
- Martín de Loizaga (1519)
- Manuel de Sesé (1483-1490),  camarero mayor, camarlengo del rey y caballero del hábito de Santiago, estuvo casado con Clara de Agramonte, la camarera mayor de la reina Isabel.[11]
- Manuel de Sesé (1517-), caballero de Santiago e hijo del anterior
- Jerónimo Jiménez de Embún (1537-1548), señor de Bárboles, casado con Blanca Sesé, hija de Manuel de Sesé I.[11]
- Manuel de Sesé (1548-1587), casado con Beatriz de Ferreyra, sin descendencia.
- Antonio Labata ( 4 de junio de 1591- 6 de mayo de 1592), señor de Caladrones y Monfalcón. Ejerció como regente de la bailía general de Aragón desde el 29 de agosto de 1587 hasta si nombramiento oficial, detentando el cargo hasta su muerte, tras la cual su hermano Jerónimo asumió la regencia del cargo hasta el nuevo nombramiento del Baile en el 1593.
- Alonso Celdrán de Alcarraz (1593-1605), casado con Juana de Gurrea, con quien tuvo a Jerónimo y Isabel, detentando el puesto hasta su fallecimiento nombró como su lugarteniente a un pariente de su mujer, Juan de Gurrea.
- Jerónimo Celdrán de Alcarraz (24 de marzo de 1605 -17 de marzo de 1612), escribano de raciones de la casa y corte de Su Majestad, fue hijo del anterior Baile y casó con Elena de Bolea y Fernández de Heredia, hija de Martín de Bolea, señor de la baronía de Siétamo, y de Ana Fernández de Heredia.[11]
- Francisco Luis de Gurrea y Castro (1612-marzo de 1618), era hijo de Francisco de Gurrea, señor de Gurrea y gobernador del Reino de Aragón, y de Leonor de Castro Pinós, hija del vizconde de Ébol. Casó con María de Eril en primeras nupcias y con  Juana de Villalpando, de la casa de los señores de Osera sin tener descendencia. No ejerció y fue sustituido por su lugarteniente, Juan Hermenegildo de Erbas.
- Agustín de Gurrea y Eril Castro (22 de mayo de 1618-2 de septiembre de 1633), hijo del anterior. Casó con a Isabel Pontenciana Moreno de Onaya.
- Agustín de Gurrea y Castro (1633-1642), hijo del anterior pero que debido a su minoría de edad ejerció su tío Alonso de Gurrea y Castro aunque luego se llamaría de Gurrea y Aragón de Castro y Pinós. Su tío que sería señor de las baronías de Fréscano, Vicién, Albero Bajo y Fraella al suceder al Conde de Guimerá, quien era primo hermano de su padre asistió como lugarteniente a las Cortes de Zaragoza de 1645-1646 y casó con Felipa de Contamina en primeras nupcias, sin sucesión y con Francisca de la Cabra Palavecino y Moreno en segundas nupcias tuvo a Elena María, Francisco Luis y Jorge. La muerte de Agustín a finales del 1642 abrió el camino a su tío hacia la Bailía, siendo nombrado oficialmente en el 1643.[11]
- Alonso de Gurrea y Aragón de Castro y Pinós (1641-1651), tío del anterior y que ejerció el cargo hasta su repentina muerte, aunque encontraba entonces tramitando su jubilación y la sucesión de su hijo Francisco Luis en el puesto, nombrándolo heredero en sus últimas voluntades el 16 de noviembre de 1650 y falleciendo en mayo del 1651.[11]
- Francisco Luis II de Castro y de Pinós (27 de mayo de 1651-1657), también conocido como de Gurrea de Aragón y de Castro, fue señor de las baronías de Fréscano, Vicién, Albero Bajo y Fraella. Dejó el cargo para convertirse en Gobernador general del reino, aunque puede que no jurase el puesto hasta el 1661 como postula el historiador Jesús Lalinde Abadía. Falleció el 17 de abril de 1662.
- Diego Bernardo de Erbas (1657-1669), había sido lugarteniente del Baile general desde 1632 hasta 1657, al igual que había sido contador de los presidios y gente de guerra.[11]
- Ignacio de Altarriba Ram de Montoro (1670-1671), había sido previamente general de artillería y había sido parte de las milicias durante buena parte de su vida.[11]
- Martín de Altarriba y Torrellas (1671-marzo de 1688), sobrino del anterior y que ejerció el cargo hasta su muerte, casado con Margarita de Exea y Descartín, le sucedió su hijo por una merced concedida el  27 de marzo de 1688.[11]
- Martín de Altarriba y Exea (), sucedió a su padre en el cargo siendo menor de edad por lo que su madre solicitó que fuera su tío y primo de ella, José de Ejea y Tornamira, quien ejerciera el cargo de baile, no se sabe si llegó a ejercer la bailía una vez llegó a la mayoría de edad.[11]
- José de Ejea y Tornamira (1678-1701) era hijo del infanzón Vicente de Exea y Talayero y de su segunda mujer Gabriela de Tornamira y Soto, sobrino del infanzón, ciudadano de Zaragoza y doctor en Derecho Luis de Exea y Talayero, quien tenía una dilatada carrera en la magistratura aragonesa. Fue uno de los últimos bailes forales, apareciendo en las insaculaciones y ordinaciones de la Comunidad de Calatayud en 1689 y de la villa de Paniza en 1693.[11]